# Hoplia africana
Hoplia africana är en skalbaggsart som beskrevs av Escalera 1914. Hoplia africana ingår i släktet Hoplia och familjen Melolonthidae.

## Underarter
Arten delas in i följande underarter:
- H. a. multicava
- H. a. pardoi
- H. a. muluyensis
- H. a. kocheri